# Tasovice (Blansko)
Tasovice (in tedesco Tassowitz) è un comune della Repubblica Ceca facente parte del distretto di Blansko, in Moravia Meridionale.